# Баннвіль
Баннвіль (нім. Bannwil) — громада  в Швейцарії в кантоні Берн, адміністративний округ Верхнє Ааргау.

## Географія
Громада розташована на відстані близько 39 км на північний схід від Берна.
Баннвіль має площу 4,8 км², з яких на 8,9% дозволяється будівництво (житлове та будівництво доріг), 46,7% використовуються в сільськогосподарських цілях, 39,3% зайнято лісами, 5,1% не є продуктивними (річки, льодовики або гори).

## Демографія
2019 року в громаді мешкало 661 особа (-1,8% порівняно з 2010 роком), іноземців було 8,5%. Густота населення становила 138 осіб/км².
За віковим діапазоном населення розподілялося таким чином: 20,4% — особи молодші 20 років, 58,7% — особи у віці 20—64 років, 20,9% — особи у віці 65 років та старші. Було 294 помешкань (у середньому 2,2 особи в помешканні).
Із загальної кількості 238 працюючих 45 було зайнятих в первинному секторі, 109 — в обробній промисловості, 84 — в галузі послуг.